# Hypoxis nervosa
Hypoxis nervosa là một loài thực vật có hoa trong họ Hypoxidaceae. Loài này được R.J.F.Hend. mô tả khoa học đầu tiên năm 1987.